# Lu Kang
En aquest nom xinès, el cognom és Lu.
Lu Kang (226-274 EC), nom estilitzat Youjie (幼節), va ser un general militar de l'estat de Wu Oriental durant l'era dels Tres Regnes de la història xinesa. Lu era el fill de Lu Xun i un net matern de Sun Ce. Va estar elogiat pel seu talent i saviesa.

## Biografia
Lu va començar com un soldat sota el comandament del seu pare. A diferència dels estats rivals de Wei o Shu, el poder Wu Oriental derivava dels comandants individuals l'estatus dels quals sempre es traspassava al descendent. Després que Lu Xun va morir, Lu Kang va ser nomenat el comandant de l'exèrcit i va governar la Província de Jing.
Quan Lu Xun va faltar, Sun Quan va confiar en gran manera en Lu Kang. Tot i que no va mostrar ser tan prometedor com Lu Xun ell és vist com l'últim gran general de Wu.
Quan Shu estava a punt de caure front Zhong Hui i Sima Zhao, Lu va oferir el seu consell a Sun Quan sobre atacar a Shu, dient que, "ja que Shu està a punt de caure, ha d'estar en les nostres mans i no en les de Wei". Sun va estar d'acord, però va morir de causes naturals durant la preparació i l'atac mai es va posar en marxa.
Lu va fer-se famós per la utilització de construccions militars durant la seva campanya. En un cas famós un desertor de Wu, Bu Chan, va tractar de lliurar una fortificació fronterera de Wu a Wei. Això hauria donat a Wei un accés desbloquejat a la ciutat més gran de la província de Jing, Jiangling. Lu obligà marxar als seus homes a la fortificació abans que Wei pogués enviar reforços. Lu construí dos murs, un per al setge de la fortificació, i un altre per defensar-se dels reforços de Wei. L'exèrcit de Wei dirigit per Yang Hu va ser forçat a retirar-se, no veient cap eixida, Bu Chan es va suïcidar, i la fortificació es va rendir.
Lu També va ser conegut per la seva previsió. En inspeccionar la frontera, va reconèixer moltes deficiències defensives. Va informar d'aquests problemes a l'emperador i va suggerir diverses solucions. Amb tot, l'emperador tirànic Sun Hao era un hedonista i no acceptava cap dels seus suggeriments.
Malgrat ser un comandant militar famós, Lu va reconèixer i copsar les debilitats dins de Wu i la necessitat del seu desenvolupament econòmic. Ell activament va buscar una distensió amb Yang Hu, un general de la Dinastia Jin, en la qual es van fer confiança els dos i van permetre el comerç dels civils a través de la frontera.
Mentre Lu va estar viu, Yang no es va atrevir a atacar a Wu, i immediatament després de la mort de Lu, Yang va començar una sèrie de peticions al govern per a una invasió de Wu. Després del traspassament de Lu, el seu comandament es va dividir en quatre parts, dirigit pels seus cinc fills: el fill major Lu Yan (陸晏) va ser nomenat com a comandant en cap de la força de terra, el tercer fill Lu Xuan (陸玄) va ser nomenat com el segon del comandant en cap de la força de terra, el segon fill Lu Jing (陸景) va ser nomenat com a comandant en cap de l'armada, el quart fill Lu Ji va ser nomenat el segon del comandant en cap de l'armada, i el cinquè fill Lu Yun (陸雲) va ser nomenat com a comandant de la guarnició local. Dita divisió va afeblir molt la defensa de Wu i tres dels seus cinc fills van morir en batalla diversos anys després de la seva mort, quan la Dinastia Jin va conquerir Wu Oriental i en va unificar la Xina. Els dos fills supervivent, Lu Ji i Lu Yun va tornar a casa per convertir-se en famosos erudits i més tard es destacarien en la cort imperial que una vegada havien combatut.
Lu Kang va tenir vuit fills, dos d'ells, Lu Ji i Lu Yun, convertint-se en generals competents de Wu Oriental i més tard escriptors famosos de la Dinastia Jin. Tots dos es van convertir en alts funcionaris en la cort imperial de la dinastia Jin, després de més d'una dècada de la caiguda de Wu. Això no obstant, ambdós fills van ser executats amb tota la seva família durant la Guerra dels Vuit Prínceps. L'esposa de Lu Jing era la germana de Sun Hao.

## Nomenaments i títols en possessió
- Coronel que Estableix Força Marcial (建武校尉)
- Marquès Jiangling (江陵侯) - heretat del seu pare Lu Xun
- General de la Casa que Estableix Integritat Moral (立節中郎將)
- General que Inspira Puixança (奮威將軍)
- Comandant de l'Àrea de Chaisang (柴桑督)
- General que Ataca Nord (征北將軍)
- General que Guarda l'Exèrcit (鎮軍將軍)
- General d'Alt Rang que Guarda l'Exèrcit (鎮軍大將軍)
- Governador de la Província de Yi (益州牧)
- Gran Mariscal (大司馬)
- Governador de la Província de Jing (荊州牧)